# Autobús articulat

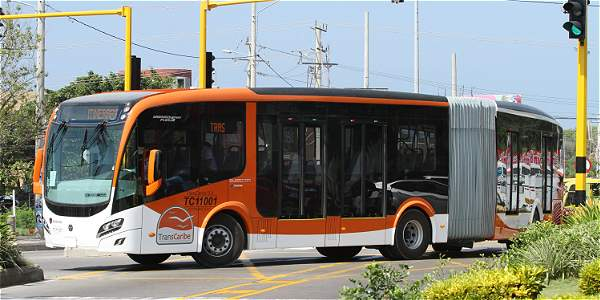
Transcaribe a Colòmbia fins a Cartagena de Indias

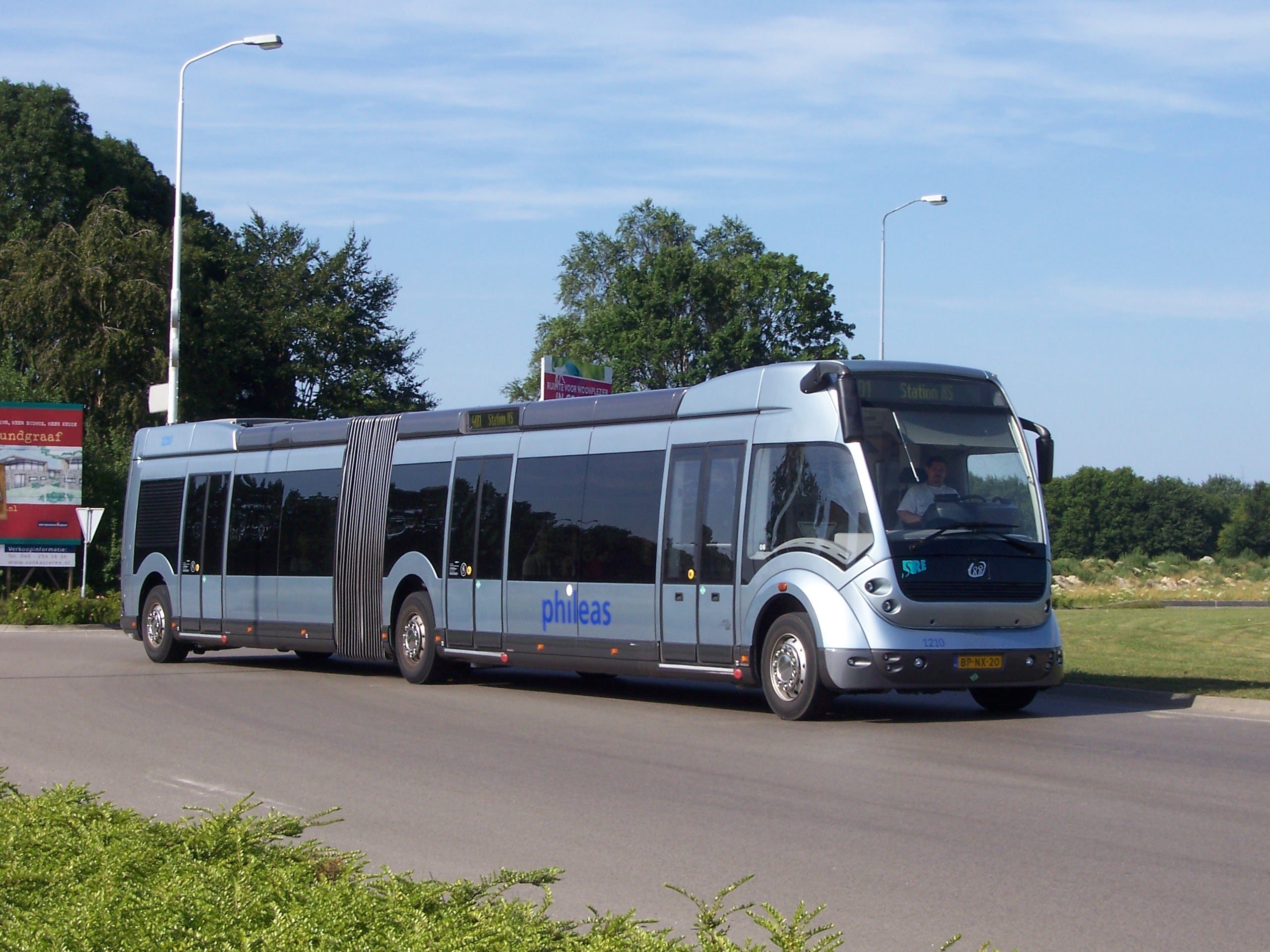
L'autobús articulat Phileas

Un autobús articulat o autobús d'acordió, és un autobús format per una o més parts rígides connectades entre si per un eix de pivot. Aquesta disposició permet una capacitat més gran que un autobús estàndard. Generalment és un disseny d'un sol pis, la seva longitud varia de 17 a 24,50 mètres segons el nombre de mòduls addicionals.

## Història
A la ciutat, a causa dels nombrosos girs tancats que han de fer els autobusos, l'augment de la seva longitud és molt limitat. Així, per seguir l'augment de la demanda de determinades línies, sense augmentar el nombre d'autobusos en circulació, es van utilitzar remolcs de viatgers. Posteriorment, amb el desenvolupament dels autobusos articulats, es van abandonar els tràilers.

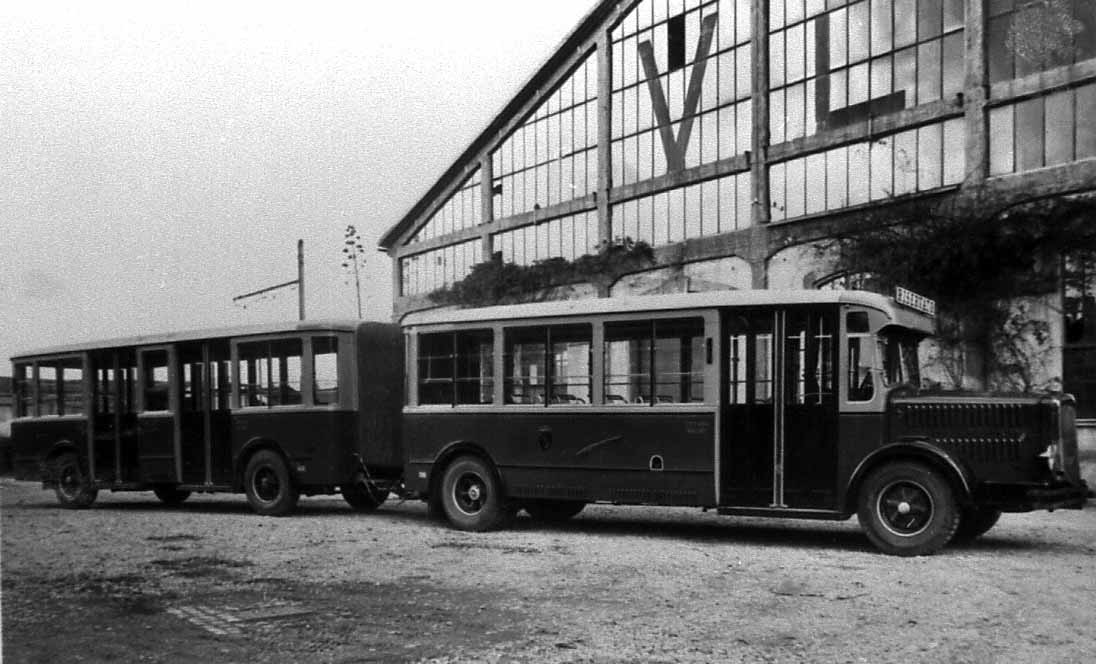
Alfa Romeo 85A amb remolc comunicant amb carrosseria Macchi - ATAG Roma (1936)

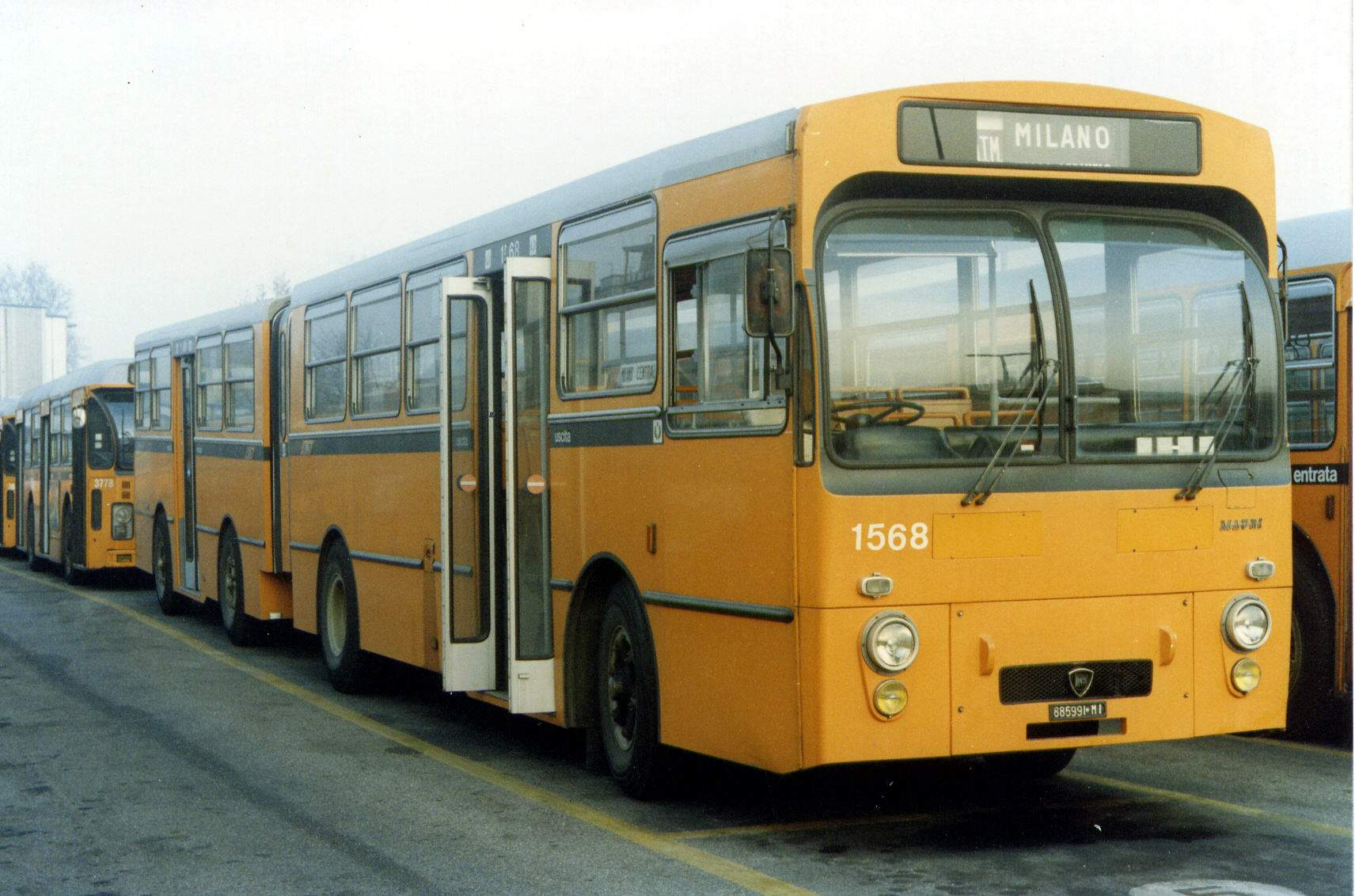
Autobús articulat amb remolc Lancia Esatau 703 carrosseria patent Mauri Macchi (1957)

Els precursors dels autobusos articulats actuals eren combinacions d'autobusos individuals de dos o tres eixos amb remolcs d'autobusos de dos eixos. De manera semblant a un tren de passatgers d'un ferrocarril, estaven connectats entre si per un element de transició de manxa o d'acordió estret protegit contra la intempèrie, però el remolc també es podia desenganxar. El fabricant berlinès Gaubschat va presentar els primers esbossos d'aquest tren òmnibus a l' IAMA de Berlín l'any 1937. El principi es basava en un concepte de l'empresa italiana Macchi, amb una patent de la qual n'era propietari Ambrogio Baratelli.

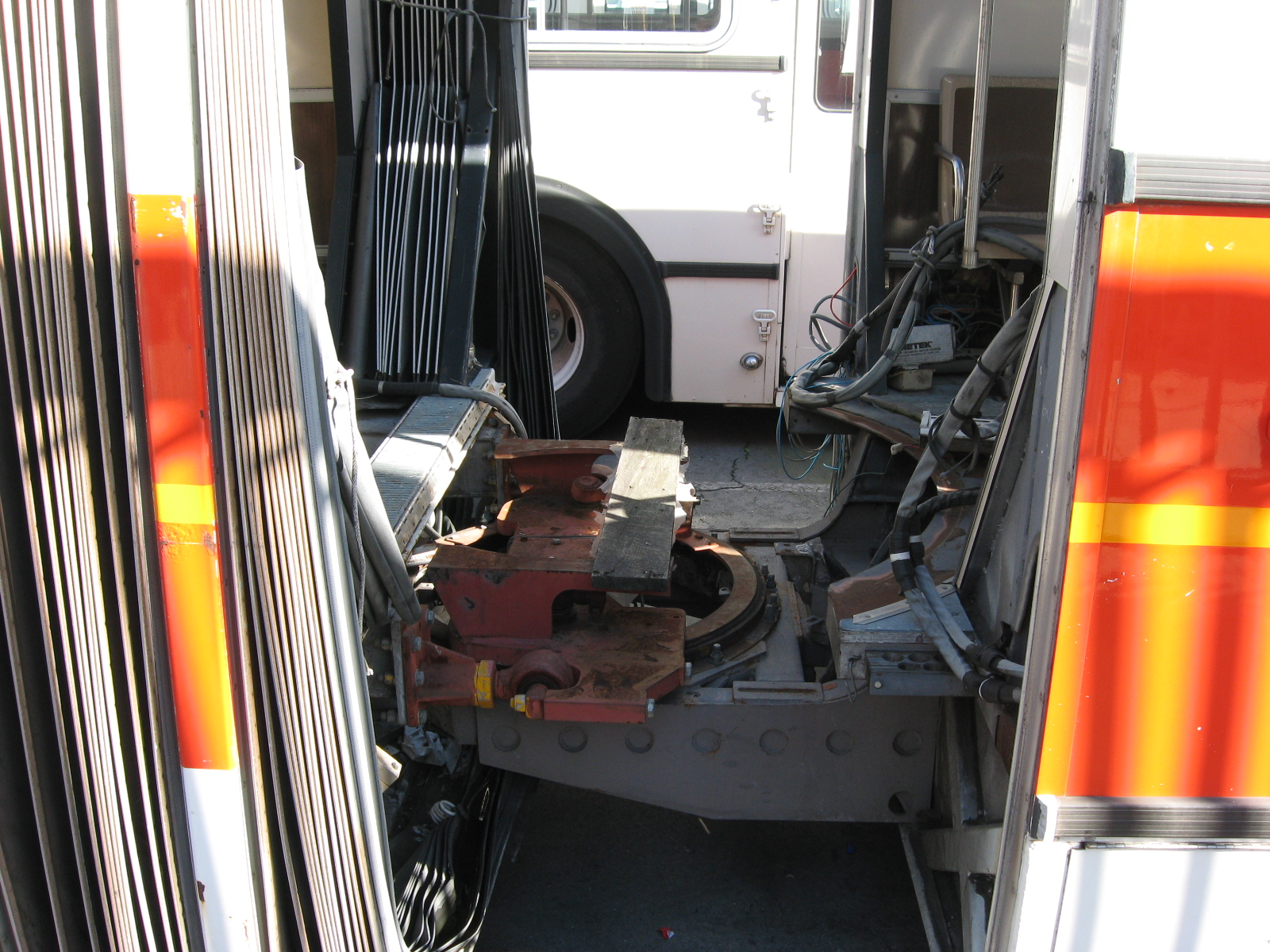
Mecanisme d'articulació

Molt poques empreses s'han especialitzat en la fabricació de la secció articulada d'autobusos. Els autobusos articulats poden ser de tipus “ impulsor " o de tipus " estirador".

## Avantatges i inconvenients

### Avantatges
Els principals avantatges d'un autobús articulat en comparació amb l'autobús de dos pisos són l'embarcament i el desembarcament simultanis ràpids per portes cada cop més grans, major capacitat (94-120 versus 80-90), major estabilitat com a resultat d'un centre de gravetat més baix, menor àrea frontal. donant menys resistència a l'aire, per tant una millor eficiència de combustible, sovint un radi de gir més petit, una velocitat de funcionament més alta, una alçada significativament menor que permet viatjar per gairebé totes les rutes i ponts i una millor accessibilitat per a persones amb discapacitat i gent gran.

### Desavantatges
En algunes circumstàncies urbanes de funcionament, a les ciutats històriques amb carrers estrets i girs pronunciats, els autobusos articulats també poden patir més accidents que els autobusos convencionals a causa de problemes de visibilitat i longitud. Un autobús articulat és un vehicle llarg que requereix un conductor especialment format perquè les maniobres, especialment la marxa enrere, poden ser difícils. La secció de remolc d'un autobús "tractor" pot estar sotmesa a forces centrípetes inusuals, que moltes persones poden trobar incòmodes, mentre que això no és un problema amb els del sistemes "impulsors". 

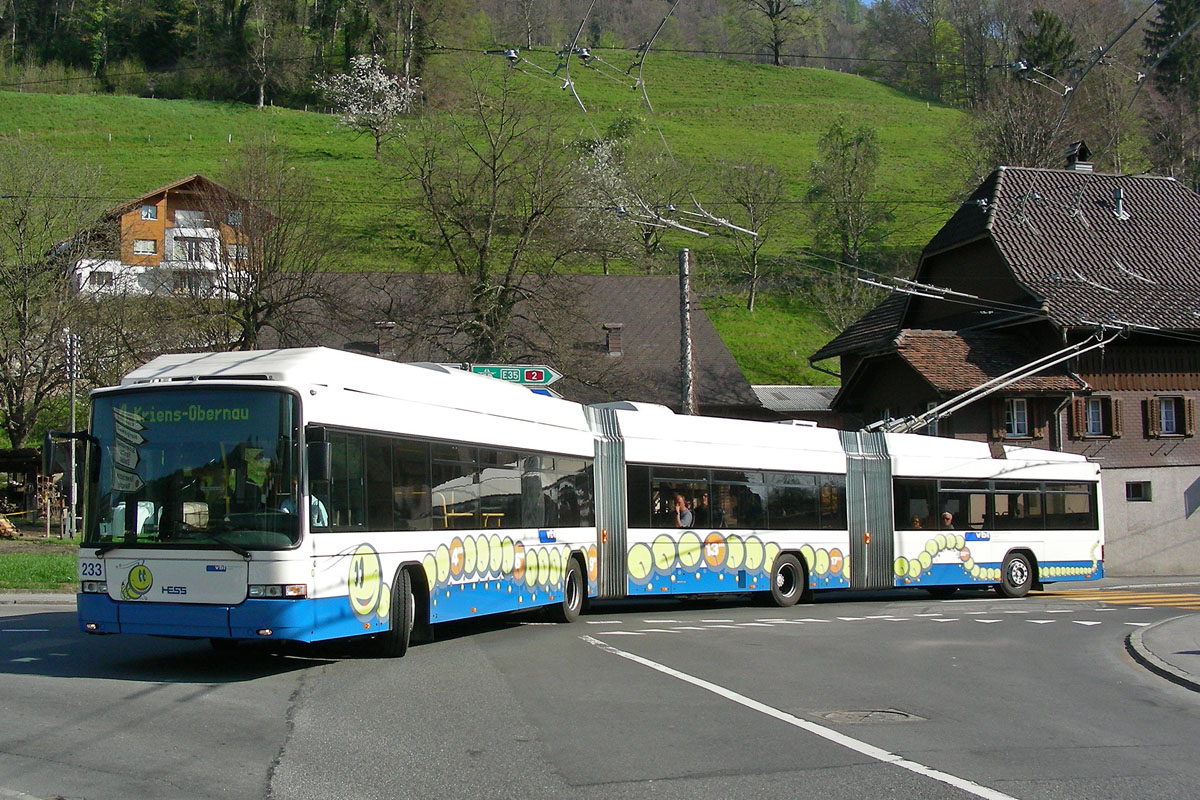
Un Hess lightTram, troleibús biarticulat del carrosser Hess

### Autobús biarticulat
Els autobusos biarticulats estan formats per tres parts, muntades per dues articulacions. L'addició d'una peça permet augmentar la capacitat del vehicle en comparació amb un autobús articulat convencional. La seva longitud pot arribar als 24,50 m. A França, deu exemplars del Renault VI Megabus van ser operats a la xarxa urbana de Bordeus de 1986 a 2004, any en què es va posar en servei el tramvia. El fabricant belga Van Hool produeix autobusos biarticulats, amb els seus models AGG300 i ExquiCity. El fabricant suís Hess produeix troleibusos biarticulats Hess lightTram. L'any 2000, la Nancy STAN Network va adquirir un Bombardier TVR que és un tramvia sobre pneumàtics amb capacitat per moure's com un autobús i amb dues articulacions. Es produeix en 25 exemplaires. Serà substituït el 2024 per un troleibús Hess Light Tram DC de la mateixa longitud. El Bombardier TVR també està instal·lat a Caen i operat per la xarxa de transport Twisto fins al 2017. Des del setembre de 2019, s'han posat en servei 22 exemplaires de l'autobús biarticulat de 24 mètres de llarg a la línia 4 de l'autobús de Nantes.